# Ковач Дезидерій Федорович
Дезидерій Федорович Ковач (27 жовтня 1934, Мукачево, Підкарпатська Русь, Чехословаччина — 8 липня 2022, Москва, Росія) — радянський футболіст, тренер. Майстер спорту СРСР (1958), заслужений тренер Молдавської РСР.

## Життєпис
Етнічний угорець, народився в місті Мукачево, що входив на той час до складу Чехословаччини. У 14 років Ковача помітив тренер Карел Сабо, через два роки поставив до складу «Іскра» (Мукачево), у 1955 році запросив у «Спартак» (Ужгород). Восени 1955 року Ковач викликаний в армію і перейшов в ОСК (Львів). У травні 1958 року за рекомендацією старшого тренера львівської команди Олексія Гриніна перейшов у ЦСК МО, але через велику конкуренцію за 2,5 року провів близько 30 матчів. У 1961 році перейшов у «Локомотив», де практично відразу отримав важку травму — розрив м'яза стегна. Лікувався в Мукачево, думав про перехід на тренерську роботу. Але вийшову складі ужгородського «Спартака» в гостьовому матчі проти клубу «Татран» (Пряшів) та на запрошення Василя Соколова перейшов у «Молдову», де відіграв 4 сезони. У 1966 році виступав за «Трактор» (Волгоград), а в 1967 році — за «Енергію» (Тирасполь), де й завершив кар'єру гравця. Повернувся до Кишинева, де понад 15 років працював у ДЮСШ «Молдова». Серед вихованців Ковача його син Валентин. Після переходу Валентина 1982 року в ЦСКА Дезидерій до 1996 року працював тренером в армійській СДЮШОР. Перший тренер Ігоря Акінфєєва.